# 苏州市革命委员会
苏州市革命委员会，简称苏州市革委会，是文化大革命时期苏州市最高国家权力机关。苏州市革命委员会被作为苏州市第七届人民代表大会计算。

## 历史
1967年1月26日零时，“苏州市革命造反派联合总指挥部”夺取市委和市人委领导权。2月18日，“苏州市革命造反派大联合夺权誓师大会”在市体育场举行，宣布成立毛泽东思想苏州市革命委员会（简称“苏革会”）。3月1日，苏州驻军发表支持苏革会公告。20日，南京军区决定承认苏革会。4月23日，造反派分裂，全市范围内形成支、踢两派。5月9日，踢派组织百余人在苏革会门口静坐绝食。5月10日后，“苏州市革命造反联络站”（简称联络站、支派）、“苏州市工学运动革命串联会”（简称串联会、踢派）先后成立，至此正式形成对立的两大派。到7月，两派陷入武斗。
1968年1月29日，国务院总理周恩来指示：支、踢两派以同等数量的代表参加苏革会。3月25日，苏革会更名为江苏省苏州市革命委员会。后迁回人民路市委原址。
1974年12月30日，根据省委和省军区指示，全市“三支两军”人员离开地方。
1980年1月1日，市委、市革委会分开办公。1981年1月26日，经苏州市第八届人民代表大会决定，市革委会恢复为苏州市人民政府。

## 领导
主任：华林森（1967年2月-1968年3月）、向孝书（1968年3月—1969年8月）、曲言斌（1971年2月-1975年2月）、刘伯英（1975年11月—1977年3月）、贾世珍（1977年3月—1981年1月）